# Галловейская (порода коров)
Галловейская порода — порода крупного рогатого скота мясного направления. Одна из древнейших пород, выведена в XVII веке в Галлоуэе, в Шотландии.

## Характеристика
На севере Великобритании, где живут эти особи, климат очень суров — слишком много осадков, выпадающих за год, в зимний период слишком холодно и сухо, нежаркий летний сезон. Да и находятся коровы практически весь год на пастбищах. В таких условиях этот скот жил столетиями, и поэтому его внешний вид и телосложение кардинально отличаются от привычного облика коровы.
Скот комолый, преимущественно чёрной масти, имеется рецессивный ген красной окраски; согласно КНЭ, встречается темно-бурый и серовато-желтый окрас. Масса телят при рождении составляет 24 - 27 кг. Масса быков в среднем 750—800 кг, коров 480—525 кг. Убойный выход 65—70 %. Молочная продуктивность около 1500 кг в год. 

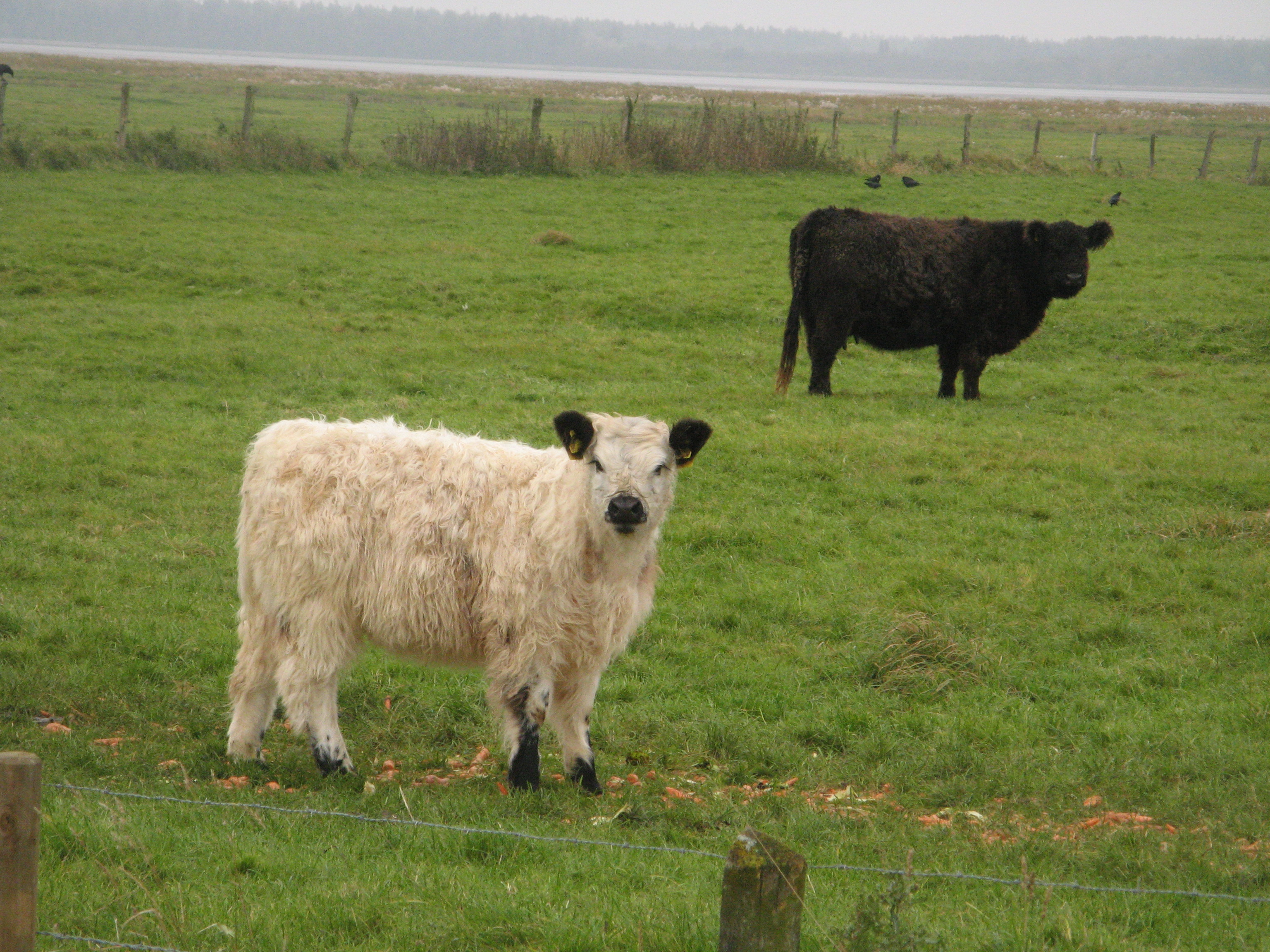
Галловейские телята

## Распространение
В конце XIX века порода появилась в США и Канаде. С 1963 года небольшие количества завозились в СССР для селекционной работы. Была завезена в Казахстан 1962 году. Работы по селекции галловейской породы проводились в Казахстанском НИИ животноводства.